# Prunus mandshurica
Prunus mandshurica är en rosväxtart som först beskrevs av Carl Maximowicz, och fick sitt nu gällande namn av Emil Bernhard Koehne. Prunus mandshurica ingår i släktet prunusar, och familjen rosväxter. Utöver nominatformen finns också underarten P. m. glabra.

## Bildgalleri

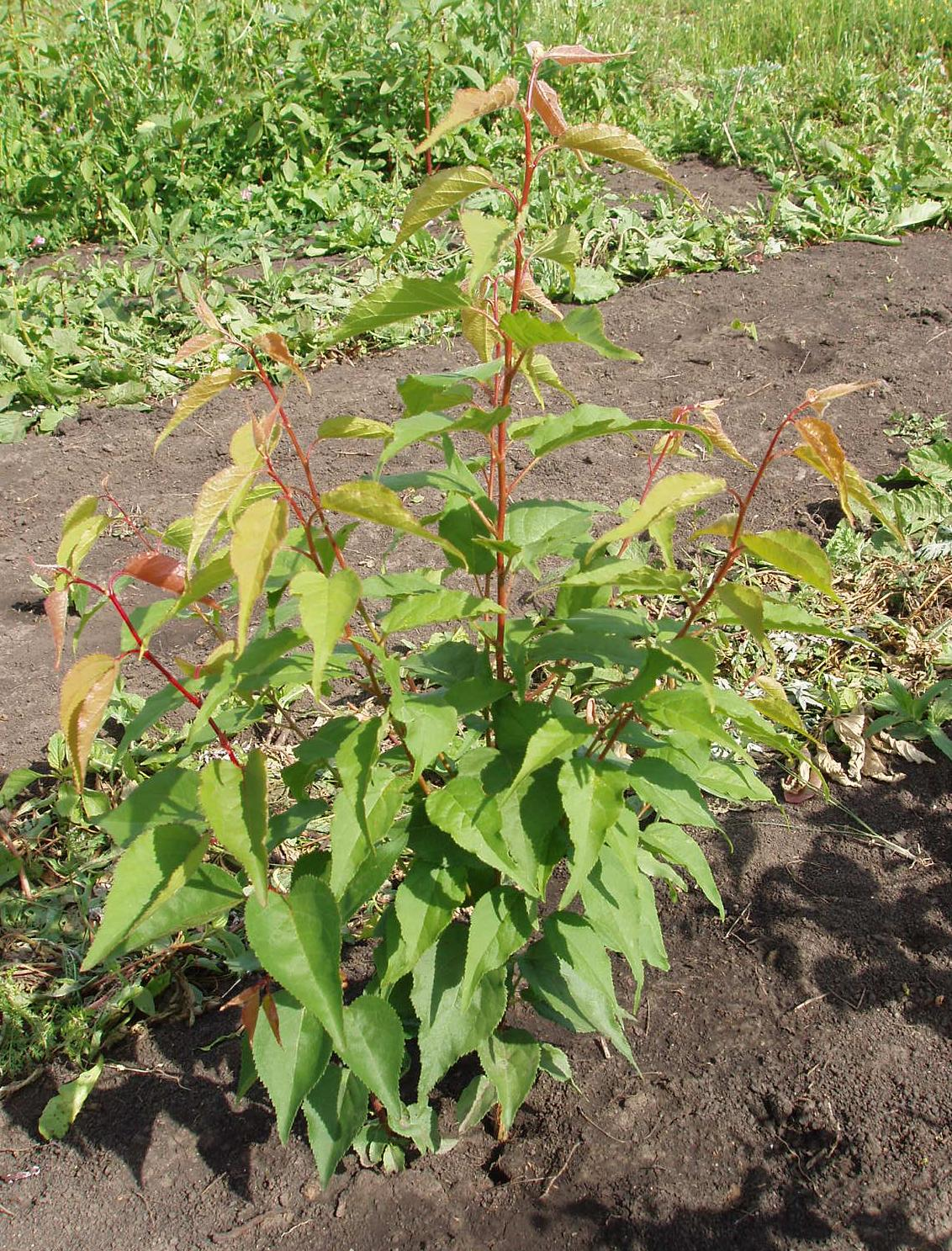
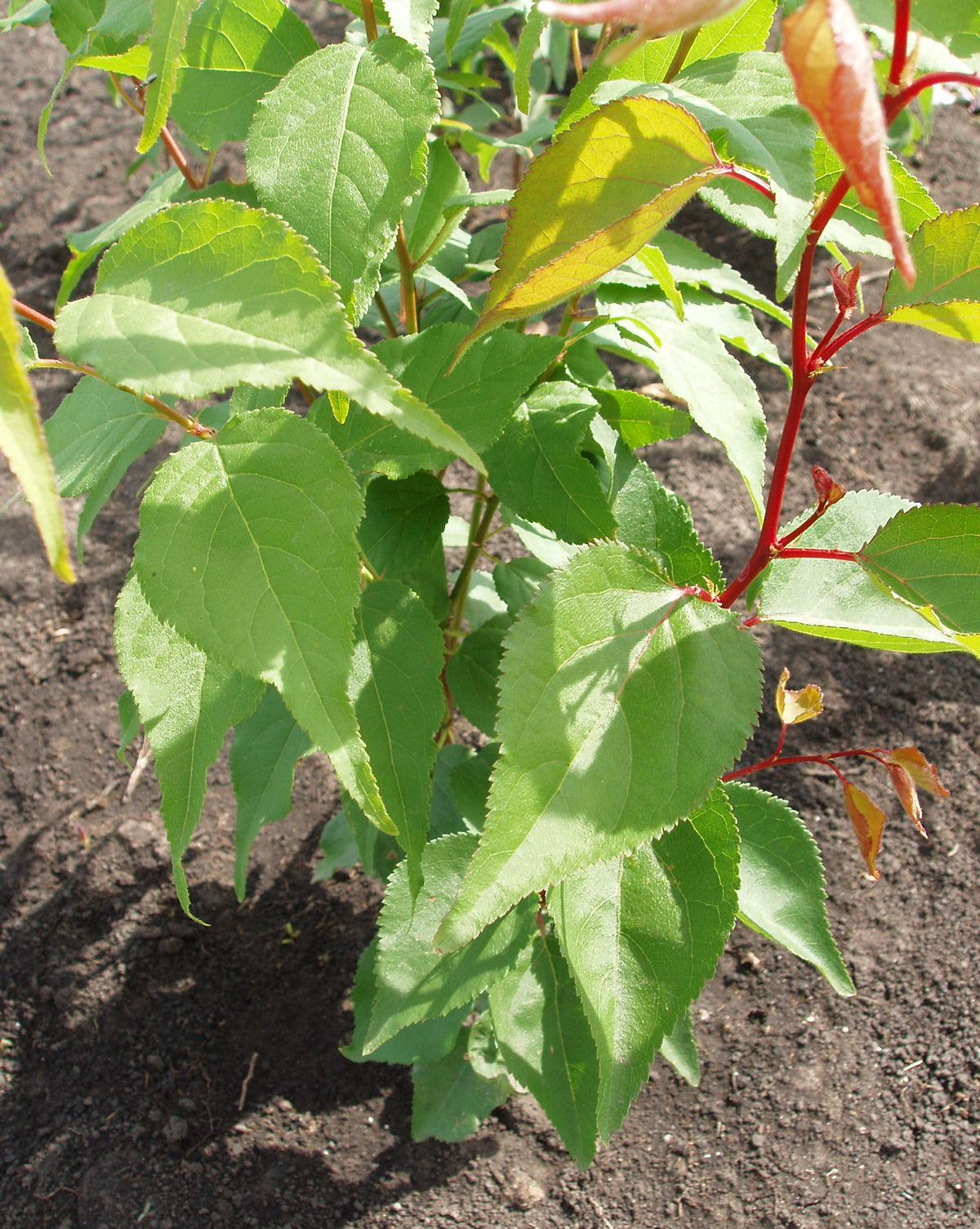
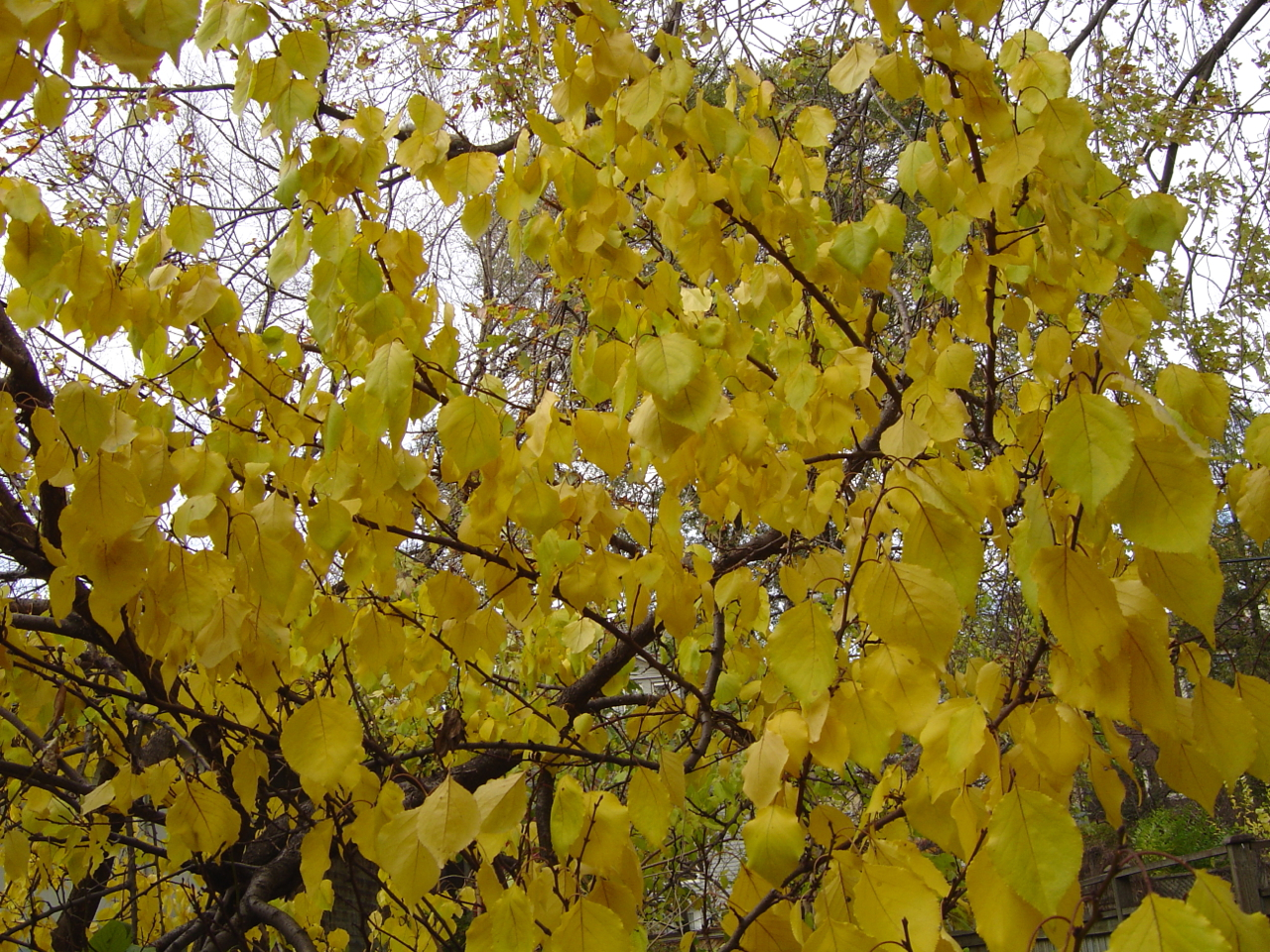
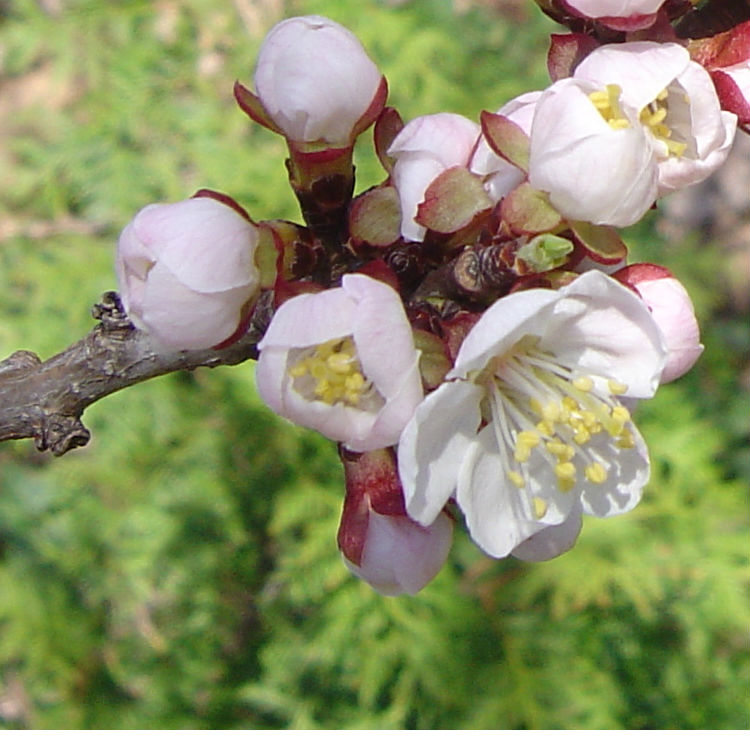
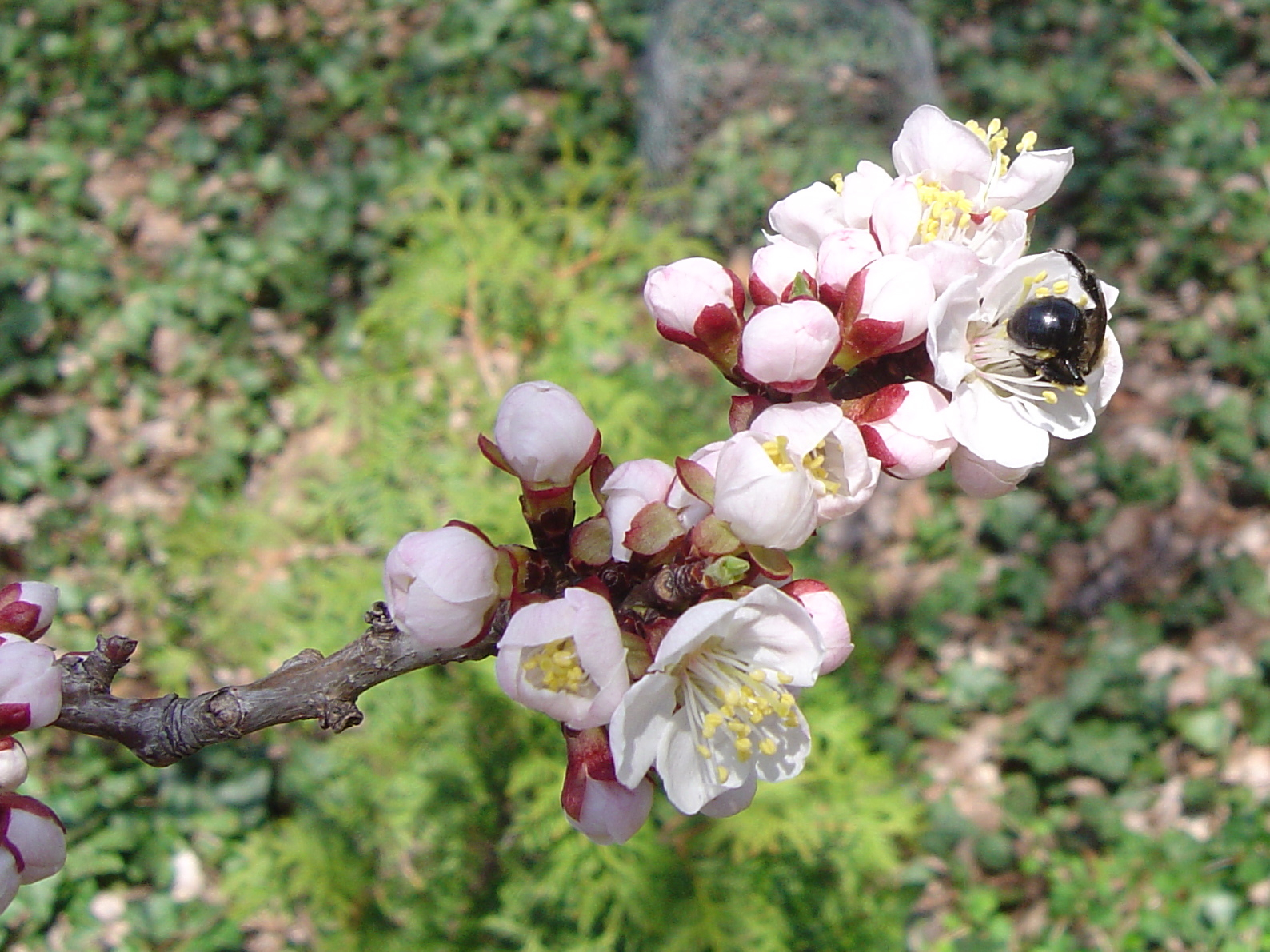
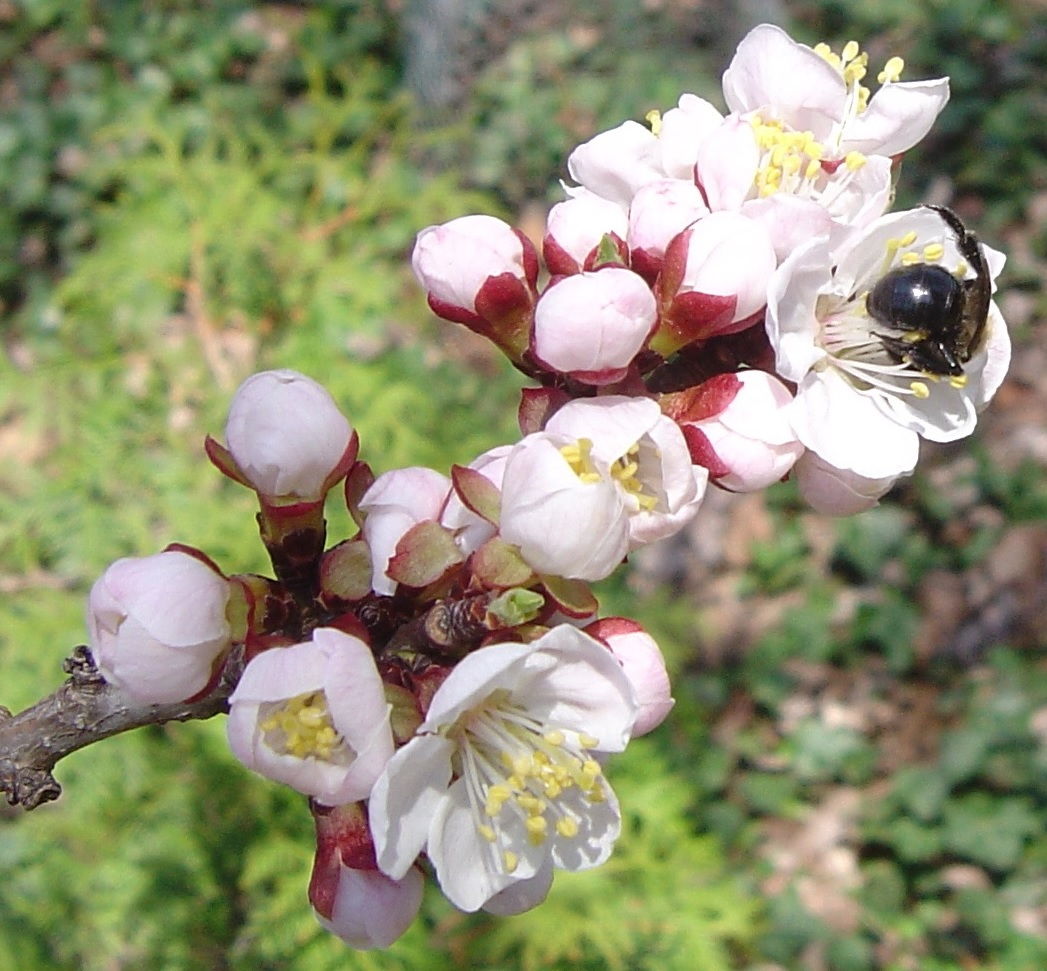